# Кубашев, Сагидулла Кубашевич
Сагидулла Кубашевич Кубашев (каз. Сағидолла Құбашұлы Құбашев; 10 февраля 1927, а. № 1, Уральская губерния, Казакская АССР, РСФСР, СССР — 19 апреля 2016, Алма-Ата, Казахстан) — советский казахский государственный и партийный деятель. Второй секретарь ЦК КП Казахстана (1987—1988). Кандидат сельскохозяйственных наук (1966).

## Биография
Родился 10 февраля 1927 в ауле № 1 Уральской губернии Казакской АССР РСФСР. Член КПСС с 1953.

### Образование
В 1949 окончил Алма-Атинский зооветеринарный институт.
В 1966 в Алма-Атинском зооветеринарном институте защитил диссертацию на соискание учёной степени кандидата сельскохозяйственных наук. Тема диссертации: «Вопросы рациональной системы ведения овцеводства в Прикаспийской низменности».

### Трудовая деятельность
- 1949—1953 гг. — главный зоотехник, заместитель начальника Гурьевского областного управления сельского хозяйства, начальник Управления животноводства Гурьевского областного управления сельского хозяйства,
- 1953—1960 гг. — председатель колхоза правления колхоза «Передовик» Индерского района (Гурьевская область),
- 1960—1963 гг. — председатель исполнительного комитета Гурьевского областного Совета
- январь-октябрь 1963 г. — председатель исполнительного комитета Гурьевского сельского областного Совета,
- 1963—1964 гг. — первый секретарь Гурьевского сельского областного комитета КП Казахстана,
- 1964—1966 гг. — председатель исполнительного комитета Гурьевского областного Совета,
- 1966—1975 гг. — председатель исполнительного комитета Актюбинского областного Совета,
- 1975—1979 гг. — заместитель председателя Совета Министров Казахской ССР,
- 1979—1982 гг. — председатель исполнительного комитета Кзыл-Ординского областного Совета,
- 1982—1987 гг. — первый секретарь Семипалатинского областного комитета КП Казахстана,
- 1987—1988 гг. — второй секретарь Центрального Комитета Компартии Казахстана.

С ноября 1988 г. — на пенсии.
На XI—XVI съездах избирался членом ЦК Компартии Казахстана, член Бюро ЦК Компартии Казахстана (1987—1988).
Депутат Совета Союза Верховного Совета СССР XI созыва (1984—1989) от Семипалатинской области.

## Научная деятельность
Кандидат сельскохозяйственных наук, автор 26 научных работ. Являлся членом Военного Совета 32-й армии (1982—1988).

## Награды
- Орден Ленина
- Орден Октябрьской Революции
- четыре ордена Трудового Красного Знамени
- Орден Дружбы народов